# Niederländisches Schlachtkreuzerprojekt 1047
Das Niederländische Schlachtkreuzerprojekt 1047 waren Planungen für eine Klasse von drei Schlachtkreuzern der Königlich Niederländischen Marine, um auf die machtpolitischen Änderungen im asiatischen Raum zu reagieren. Besonders die Verstärkung der Flotte in Niederländisch-Indien sollte erreicht werden.

## Entwicklungsgeschichte
Die Planung der Schiffe begann 1939 mit einem Entwurf der Niederländischen Marine. Durch das Ingenieurskantoor voor Scheepsbouw wurde der Entwurf bis zum 18. März 1940 überarbeitet. Darauf aufbauend wurde bis zum 10. April 1940 der endgültige Entwurf vorgelegt.

### Planungshilfe anderer Länder

#### Deutsches Reich
Da die Niederlande keine Erfahrung im Bau von modernen Großkampfschiffen hatten und die Produktion von Panzerungen und schweren Geschützen nicht sicherstellen konnten, wandte man sich an das Deutsche Reich. Von dort wollte man Panzermaterial und Geschütztürme, baugleich mit denen der Scharnhorst-Klasse, erwerben. Die Verhandlungen begannen im April 1939. Zusätzlich zu den Wünschen der Niederländer empfahl die deutsche Delegation den Einbau leistungsfähigerer Hochdruck-Kessel. Das hätte zu Problemen in der geplanten Rumpfunterteilung und dem Unterwasserschutz geführt. Da das Deutsche Reich nicht bereit war, die Pläne des Unterwasserschutzes der Scharnhorst-Klasse preiszugeben, wurden die Kessel nicht weiter berücksichtigt.

#### Italien
Da die Probleme mit dem Unterwasserschutz mithilfe des Deutschen Reichs nicht gelöst werden konnten, bat man Italien, die dort im Bau befindlichen Schlachtschiffe für die Regia Marina besichtigen zu dürfen. Italien genehmigte dies nicht, sondern gab nur technischen Rat zum Aufbau eines Schutzsystems.

### Bauplanung
Das erste Schiff sollte noch im Jahr 1940 auf Kiel gelegt werden, die Schwesterschiffe Ende 1940 bzw. 1941. Aufgrund der Größe der Schiffe kamen in den Niederlanden vier Schiffswerften für den Bau in Frage. In Amsterdam wurde eine Helling auf 250 m erweitert, welche daraufhin „Schlachtkreuzer-Helling“ genannt wurde. Die Werften waren:
- Rotterdamsche Droogdok Maatschappij
- Nederlandse Scheepsbouw Maatschappij
- Damen Schelde Naval Shipbuilding
- NV Dok en Werf Maatschappij Wilton-Fijenoord

### Ende des Projektes
Mit dem Einmarsch der Wehrmacht 1940 endete die Planung für die Schiffe. Das Deutsche Reich verfolgte einen Bau nicht weiter. Nach Kriegsende wurde die Weiterführung des Projektes nicht wieder aufgenommen.

## Technische Beschreibung

### Rumpf
Der Rumpf eines Schlachtkreuzers des Projekt 1047, unterteilt in wasserdichte Abteilungen, sollte über alles 237,1 Meter lang, 30 Meter breit und hätte bei einer geplanten Einsatzverdrängung von 31.860 Tonnen einen Tiefgang von 7,8 Metern gehabt.

### Panzerung
Die Deckpanzerung war in Ober- und Unterdeck aufgeteilt und sollte eine Stärke vom 100 mm bzw. 30 mm erreichen. Eine sich verjüngende Gürtelpanzerung sollte eine Stärke von mittschiffs 225 mm und vorn bzw. achtern 100 mm haben. Wobei die Oberkante des Gürtelpanzers mit der Oberdeckpanzerung und die Unterkante über eine 30 mm starke Böschung mit der Unterdeckpanzerung und einem 40 mm starken Torpedoschott abschloss. Die Barbetten, also die zylindrischen Strukturen unterhalb der Türme, durch die die Munition transportiert wurde, waren durchgehend bis zum Panzerdeck mit bis zu 250 Millimeter Panzerstahl geschützt.

### Antrieb
Der Antrieb sollte durch acht ölbefeuerte Dampferzeuger – Werkspoor-Kesseln – und vier Turbinensätze erfolgen, mit denen eine Leistung von 180.000 PS (132.390 kW) erreicht werden sollte. Diese hätten ihre Leistung an vier Welle mit je einer Schraube abgegeben. Die Höchstgeschwindigkeit hätte 34 Knoten (63 km/h) betrugen und die maximale Fahrstrecke 4.500 Seemeilen (8.334 km) bei 20 Knoten, wofür 2.950 Tonnen Schweröl gebunkert werden sollten.

### Bewaffnung

#### Schwere Artillerie

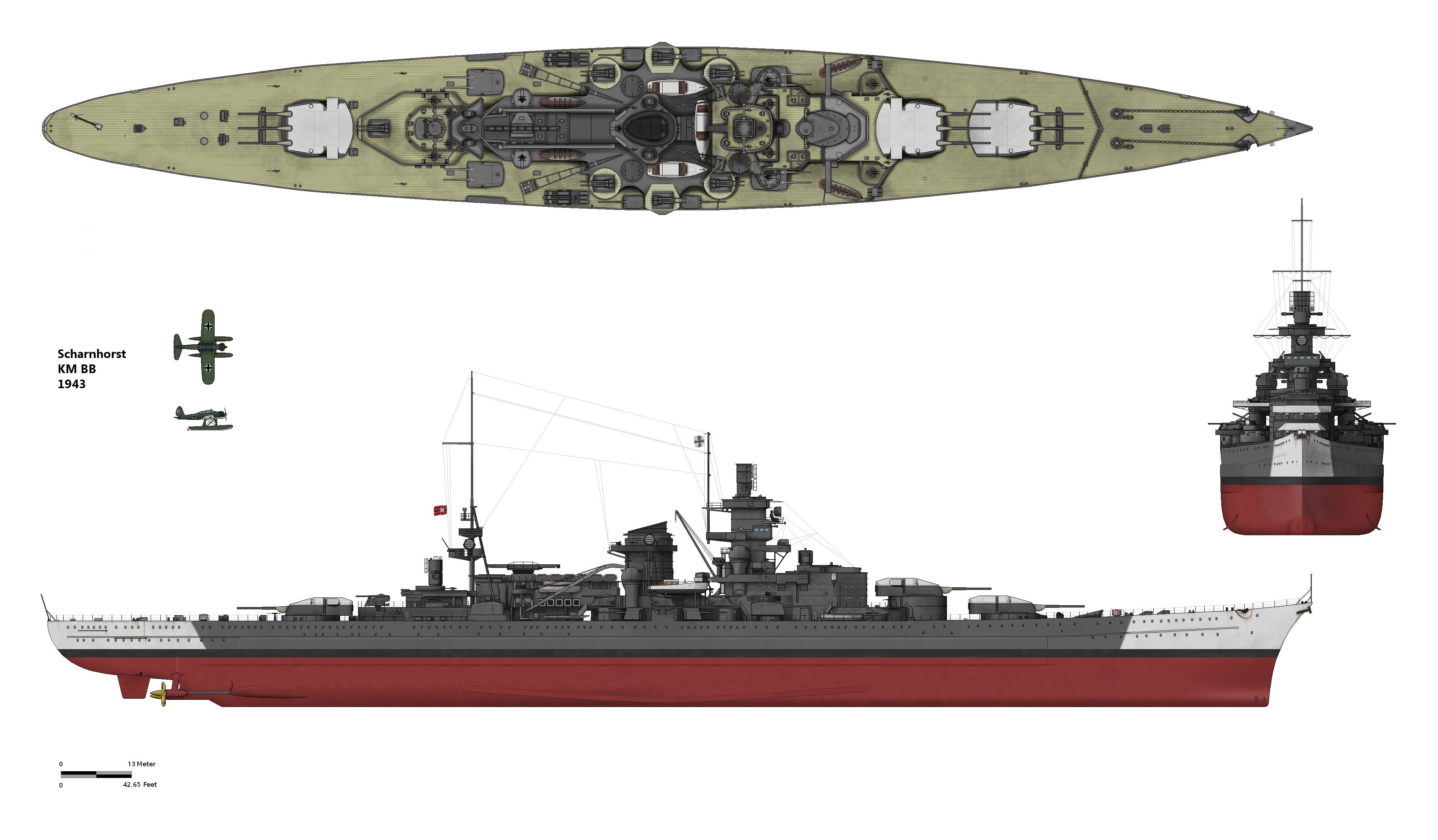
Darstellung des deutschen Schlachtschiffs Scharnhorst, mit selber Aufstellung der Schweren Artillerie.

Als schwere Artillerie sollten neun 28-cm-SK C/34 verbaut werden, die in drei Drillingsgeschütztürmen entlang der Schiffsmittellinie aufgestellt werden sollten. Dabei wären auf dem Vorschiff zwei Türme und auf dem Achterschiff ein Turm aufgestellt worden. Das verwendete Geschütz hatte eine Feuerrate 3,5 Schuss die Minute. Es konnte eine 330 kg schwere Granate bis zu 40 Kilometer weit schießen.

#### Mittelartillerie
Als Mittelartillerie sollten zwölf 12-cm-Seezielgeschütze von Bofors mit Kaliberlänge 50 in sechs Doppeltürmen verbaut werden.

#### Flugabwehrbewaffnung
Zur Flugabwehr waren vierzehn 4-cm-Geschütze von Bofors auf Doppellafette und acht 2-cm-Maschinenkanonen vorgesehen.

### Bordflugzeug
Zum Zwecke der Aufklärung sollten drei Bordflugzeuge mitgeführt werden. Diese wären über ein Flugzeugkatapult gestartet und landeten bei ihrer Rückkehr auf dem Wasser, worauf sie von einem Kran zurück auf das Schiff bzw. Katapult gehoben worden wären.